# Václav Malý
Václav Malý, né à Prague le 21 septembre 1950, est un prêtre catholique tchèque, dissident pendant la période communiste. 

## Dissidence sous la République socialiste tchécoslovaque
Ordonné prêtre en 1976, Václav Malý fut signataire de la Charte 77 et cofondateur en 1978 du Comité de défense des personnes injustement poursuivies (VONS).
Il fut un acteur de premier plan de la révolution de Velours de 1989 en tant que porte-parole du Forum civique et membre de la délégation chargée des négociations avec le gouvernement de Ladislav Adamec.

## Carrière ecclésiastique
Il est consacré le 11 janvier 1997 évêque titulaire de Marcelliana (de) et évêque auxiliaire de Prague par l'archevêque Miloslav Vlk avec comme co-consécrateurs Giovanni Coppa et Jaroslav Škarvada (cs).